# Avicularia soratae
Avicularia soratae är en spindelart som beskrevs av Embrik Strand 1907. Avicularia soratae ingår i släktet Avicularia och familjen fågelspindlar.
Artens utbredningsområde är Bolivia. Inga underarter finns listade.